# Qatar Stars League 2024-2025
La Qatar Stars League 2024-2025, anche nota come Expo Stars League 2024-2025 per motivi di sponsorizzazione, è stata la 51ª edizione del massimo livello del campionato qatariota di calcio, iniziata il 9 agosto 2024 e terminata il 18 aprile 2025.
La squadra campione in carica era l'Al-Sadd, che si è riconfermato vincendo il suo diciottesimo titolo nazionale.

## Stagione

### Novità
Dalla scorsa stagione sono retrocessi l'Al-Mu'aidar, ultimo classificato, e l'Al-Markhiya, arrivato penultimo, ha perso gli spareggi per rimanere nella massima serie. Dalla Seconda divisione è stato invece promosso l'Al-Khor, primo classificato della stagione 2023-2024 e l'Al-Shahaniya, vincitore dei playoff.

### Formula
Le 12 squadre partecipanti giocano un girone all'italiana con partite di andata e ritorno, per un totale di 22 giornate. Al termine di esse, la prima classificata è campione del Qatar e si qualifica, insieme con la seconda, per la AFC Champions League Elite 2024-2025. L'ultima classificata è invece retrocessa in Seconda Divisione, mentre la penultima gioca uno spareggio promozione-retrocessione contro una squadra di Seconda Divisione.

## Squadre partecipanti
| Squadra       | Città              | Stadio                      |
| ------------- | ------------------ | --------------------------- |
| Al-Ahli       | Doha               | Stadio Hamad bin Khalifa    |
| Al-Arabi      | Doha               | Stadio Grand Hamad          |
| Al-Duhail     | Doha               | Stadio Abdullah bin Khalifa |
| Al-Gharafa SC | Doha               | Stadio Thani bin Jassim     |
| Al-Khor       | Al Khawr           | Stadio Al-Khawr             |
| Al-Rayyan SC  | Al Rayyan          | Ahmed bin Ali Stadium       |
| Al Sadd SC    | Doha               | Stadio Jassim Bin Hamad     |
| Al-Shahaniya  | Al-Shahaniya       | Stadio Ahmed bin Ali        |
| Al-Shamal     | Madinat ash Shamal | Stadio Al-Khor              |
| Al-Wakrah SC  | Al Wakrah          | Stadio Saud bin Abdulrahman |
| Qatar SC      | Doha               | Stadio Suheim bin Hamad     |
| Umm Salal SC  | Umm Salal          | Stadio Thani bin Jassim     |

## Allenatori e primatisti
| Squadra      | Allenatore         | Calciatore più presente | Capocannoniere |
| ------------ | ------------------ | ----------------------- | -------------- |
| Al-Ahli      | Pepa               |                         |                |
| Al-Arabi     | Younes Ali         |                         |                |
| Al-Duhail    | Christophe Galtier |                         |                |
| Al-Gharafa   | Pedro Martins      |                         |                |
| Al-Khor      | Abdullah Mubark    |                         |                |
| Al-Rayyan    | Leonardo Jardim    |                         |                |
| Al-Sadd      | Bruno Pinheiro     |                         |                |
| Al-Shahaniya | Álvaro Mejía Pérez |                         |                |
| Al-Shamal    | Poya Asbaghi       |                         |                |
| Al-Wakrah    | Tintín Márquez     |                         |                |
| Qatar SC     | Hélio Sousa        |                         |                |
| Umm Salal SC | Patrice Carteron   |                         |                |

## Calciatori stranieri
Ogni squadra può registrare un massimo di nove calciatori stranieri di cui due sotto i 23 anni di età. In grassetto i giocatori acquistati nel mercato invernale.
| Squadra      | Calciatori          | Calciatori       | Calciatori           | Calciatori          | Calciatori      | Calciatori        | Calciatori          | Calciatori        | Calciatori           | Calciatori     | Calciatori      |
| Squadra      | 1°                  | 2°               | 3°                   | 4°                  | 5°              | 6°                | 7°                  | U23 1°            | U23 2°               | Riserve        | Ex giocatori    |
| ------------ | ------------------- | ---------------- | -------------------- | ------------------- | --------------- | ----------------- | ------------------- | ----------------- | -------------------- | -------------- | --------------- |
| Al-Ahli Doha | Matej Mitrović      | Julian Draxler   | Idrissa Doumbia      | Erik Expósito       | Ramón Arias     | Robin Tihi        | Sekou Yansané       | Driss Fettouhi    |                      |                |                 |
| Al-Arabi     | Hassan Aladin       | Marco Verratti   | Abdou Diallo         | Omar Al Somah       | Youssef Msakni  | Mohamed Taabouni  | Simo Keddari        | Isaac Lihadji     |                      |                |                 |
| Al-Duhail    | Luis Alberto        | Edmilson Junior  | Lucas Veríssimo      | Michael Olunga      |                 |                   |                     | Bautista Burke    | Ibrahima Bamba       |                | Ibrahima Diallo |
| Al-Gharafa   | Joselu              | Yacine Brahimi   | Ferjani Sassi        | Florinel Coman      | Jang Hyun-soo   | Fabricio Díaz     | Seydou Sano         | Jamal Hamed       |                      |                |                 |
| Al-Khor      | Yohan Boli          | Ibrahima Diallo  | Adil Rhaili          | Aymen Hussein       | Sofiane Hanni   | Ahmed Kone        | Abdalhamid Naser    | Khalil Zohir      | Abdallah Nouri       | Ethini Marcel  | Rúben Semedo    |
| Al-Rayyan    | Róger Guedes        | Thiago Mendes    | David García         | Rodrigo             | Julien de Sart  | Gabriel Pereira   | André Amaro         | Ameed Mhagna      | Sofiane Boufal       |                |                 |
| Al-Sadd      | Guilherme           | Paulo Otávio     | Rafa Mújica          | Mohamed Camara      | Mateus Uribe    | Giovani           | Abdessamed Bounacer | Romain Saïss      |                      |                |                 |
| Al-Shahaniya | Marc Muniesa        | Sven van Beek    | Pelle van Amersfoort | Francesco Antonucci | Alhassan Koroma | Jaime Pombo       |                     | Mohammed Ibrahim  | Mahammad Aiman Zahid | Barakat Hashem |                 |
| Al-Shamal    | Matías Nani         | Jeison Murillo   | Omid Ebrahimi        | Younès Belhanda     | Babacar Seck    | Younes El Hannach | Omar Mohamed        | Baghdad Bounedjah |                      |                |                 |
| Al-Wakrah    | Aïssa Laïdouni      | Alexander Scholz | Hamdy Fathy          | Gelson Dala         | Ricardo Gomes   | Omar Salah        |                     | Ayoub Assal       | Yousef Ramadan       | Farid Boulaya  |                 |
| Qatar SC     | Raoul Danzabe Sanda | Javi Martínez    | Badr Benoun          | Ben Malango         | Ali Saoudi      |                   |                     |                   |                      |                |                 |
| Umm-Salal    | Carlinhos           | Oussama Tannane  | Kenji Gorré          | Victor Lekhal       | Antonio Mance   | Naïm Laidouni     | Landing Badji       | Marouane Louadni  | Edidiong Essien      |                |                 |

## Classifica finale
|                  | Pos. | Squadra      | Pt | G  | V  | N | P  | GF | GS | DR  |
| ---------------- | ---- | ------------ | -- | -- | -- | - | -- | -- | -- | --- |
| Qatar (bandiera) | 1.   | Al-Sadd      | 52 | 22 | 17 | 1 | 4  | 62 | 23 | +39 |
|                  | 2.   | Al-Duhail    | 50 | 22 | 16 | 2 | 4  | 51 | 20 | +31 |
|                  | 3.   | Al-Gharafa   | 41 | 22 | 12 | 5 | 6  | 41 | 30 | +11 |
|                  | 4.   | Al-Ahli Doha | 35 | 22 | 10 | 5 | 7  | 38 | 39 | -1  |
|                  | 5.   | Al-Rayyan    | 33 | 22 | 10 | 3 | 9  | 45 | 35 | +10 |
|                  | 6.   | Al-Shamal    | 32 | 22 | 10 | 2 | 10 | 41 | 34 | +7  |
|                  | 7.   | Al-Shahaniya | 27 | 22 | 8  | 3 | 11 | 31 | 43 | -12 |
|                  | 8.   | Al-Wakrah    | 25 | 22 | 7  | 4 | 11 | 27 | 40 | -13 |
|                  | 9.   | Al-Arabi     | 23 | 22 | 6  | 5 | 11 | 32 | 49 | -17 |
|                  | 10.  | Qatar SC     | 23 | 22 | 6  | 5 | 11 | 26 | 44 | -18 |
|                  | 11.  | Umm-Salal    | 21 | 22 | 6  | 3 | 13 | 27 | 43 | -16 |
|                  | 12.  | Al-Khor      | 13 | 22 | 3  | 4 | 15 | 21 | 42 | -21 |

Legenda:

      Campione del Qatar e ammessa alla fase a gironi della AFC Champions League Élite 2025-2026

      Ammesse alle qualificazioni della AFC Champions League Élite 2025-2026

      Ammessa alla AFC Champions League 2 2025-2026

 Ammessa allo spareggio promozione-retrocessione.

      Retrocessa in Qatar Second Division 2025-2026
Tre punti a vittoria, uno a pareggio, zero a sconfitta.
La classifica viene stilata secondo i seguenti criteri:
- Punti conquistati
- Playoff (per titolo, partecipazione alle coppe e retrocessione)
- Differenza reti generale
- Reti totali realizzate

## Spareggio promozione/retrocessione
Allo spareggio promozione/retrocessione vengono ammesse a penultima classificata della Qatar Stars League e la seconda classificata della Seconda Divisione.
|           | Risultati   |             | Luogo e data                   |
| --------- | ----------- | ----------- | ------------------------------ |
| Umm-Salal | 2 - 1 (dts) | Al-Markhiya | Stadio Al-Bayt, 28 aprile 2024 |

## Statistiche

### Squadre

#### Capoliste solitarie
|    | ——        | ——        | ——        | ——        | ——        | ——        | ——        | ——        | ——        | ——        | ——        | ——        | ——        | ——        | ——        | ——        | ——        | ——        | ——      | ——      | ——      | —— |  |
|    | Al-Duhail | Al-Duhail | Al-Duhail | Al-Duhail | Al-Duhail | Al-Duhail | Al-Duhail | Al-Duhail | Al-Duhail | Al-Duhail | Al-Duhail | Al-Duhail | Al-Duhail | Al-Duhail | Al-Duhail | Al-Duhail | Al-Duhail | Al-Duhail | Al-Sadd | Al-Sadd | Al-Sadd |    |  |
|    |           |           |           |           |           |           |           |           |           |           |           |           |           |           |           |           |           |           |         |         |         |    |  |
|    |           |           |           |           |           |           |           |           |           |           |           |           |           |           |           |           |           |           |         |         |         |    |  |
| 1ª | 2ª        | 3ª        | 4ª        | 5ª        | 6ª        | 7ª        | 8ª        | 9ª        | 10ª       | 11ª       | 12ª       | 13ª       | 14ª       | 15ª       | 16ª       | 17ª       | 18ª       | 19ª       | 20ª     | 21ª     | 22ª     |    |  |